# سباق سيراتزيت تشالنج 2017
سباق سيراتزيت تشالنج 2017 (بالإسبانية: Madrid Challenge by La Vuelta 2017)‏ هو سباق دراجات هوائية من فئة  1.1، وهو الموسم الثالث من سباق سيراتزيت تشالنج، وأقيم في 10 سبتمبر 2017 ضمن سباقات طواف العالم للدراجات للسيدات 2017، وشارك فيه  100 متسابقاً ووصل إلى نهايته  89 متسابقاً.
فاز بالمركز الأول جولين ديهور، وبالمركز الثاني كورين ريفيرا، وبالمركز الثالث روكسان فورنييه.

## الفرق
| فرق سيدات محترفة (19)- يو أي أيه تيم ‏ - بيبينك ‏ - بيزكايا دورانجو 2017 ‏ - BTC City Ljubljana ‏ - Cylance Pro Cycling (women's team) ‏ - دروبز 2017 ‏ - FDJ–Suez ‏ - هايتك بوردكتس 2017 ‏ - لاريس واوودلز للسيدات 2017 ‏ - Lensworld–Kuota ‏ - لوينتيك 2017 ‏ - لوتو سودال للسيدات 2017 ‏ - باركهوتل فالكنبورغ-ديستيل 2017 ‏ - ساس-ماكوجيب 2017 ‏ - Experza–Footlogix Ladies Cycling Team ‏ - فريق سنويب للسيدات 2017 ‏ - Wiggle High5 Pro Cycling ‏ - ليف ريسينغ ‏ - Ceratizit Pro Cycling ‏ فريق وطني- فريق إسبانيا لركوب الدراجات للسيدات 2017 ‏ |  |
| |  |

## التصنيف العام النهائي
| التصنيف العام         | التصنيف العام      | التصنيف العام                       | التصنيف العام | التصنيف العام |
| المتسابقة             | المتسابقة          | الفريق                              | الوقت         |               |
| --------------------- | ------------------ | ----------------------------------- | ------------- | ------------- |
| 1                     | جولين ديهور        | Wiggle High5 Pro Cycling ‏           | 2 س 02 د 31 ث |               |
| 2                     | كورين ريفيرا       | فريق سنويب للسيدات ‏                 | + 0 ث         |               |
| 3                     | روكسان فورنييه     | FDJ–Suez ‏                           | + 0 ث         |               |
| 4                     | يوجينة بوجاك       | BTC City Ljubljana ‏                 | + 0 ث         |               |
| 5                     | شيلا جوتيريز       | Cylance Pro Cycling (women's team) ‏ | + 0 ث         |               |
| 6                     | جورجيا برونزيني    | Wiggle High5 Pro Cycling ‏           | + 0 ث         |               |
| 7                     | كلو هوسكينغ        | يو أي أيه تيم ‏                      | + 0 ث         |               |
| 8                     | سوزان أندرسن       | تيم كوب هايتك بوردكتس ‏              | + 0 ث         |               |
| 9                     | ليا كيرشمان        | فريق سنويب للسيدات ‏                 | + 0 ث         |               |
| 10                    | Alba Teruel Ribes ‏ | سوبيلا ومنز تيم ‏                    | + 0 ث         |               |
|                       |                    |                                     |               |               |
| مصدر: ProCyclingStats |                    |                                     |               |               |

## وصلات خارجية
- الموقع الرسمي
- لمحة عن سباق سباق سيراتزيت تشالنج 2017 على موقع  ProCyclingStats   (برو  سايكلنج  ستاتس) - إحصاءات  محترفي  الدراجات.
- سباق سيراتزيت تشالنج 2017 على موقع إحصائيات الدراجات الإحترافية (الإنجليزية)